# Diachasmimorpha albobalteata
Diachasmimorpha albobalteata är en stekelart som först beskrevs av Cameron 1912.  Diachasmimorpha albobalteata ingår i släktet Diachasmimorpha och familjen bracksteklar. Inga underarter finns listade i Catalogue of Life.